# Bad Roads (film)
Pour plus de détails, voir Fiche technique et Distribution.
Bad Roads (Плохие дороги, Plokhiye dorogi,) est un film dramatique ukrainien en langue russe réalisé par Natalia Vorojbyt et sorti en 2020. Sa première mondiale a eu lieu le 3 septembre 2020 lors de la 35e Semaine internationale de la critique de Venise, où il a été projeté dans le cadre de la compétition. En septembre 2021, il a été sélectionné pour l'Oscar du meilleur film international à la 94e cérémonie des Oscars.

## Synopsis
Quatre histoires courtes se déroulent sur les routes du Donbass pendant la guerre. Il n'y a pas d'endroit sûr et personne n'arrive à comprendre ce qui se passe. Même s'ils sont pris dans le chaos, certains parviennent à exercer une autorité sur les autres. Mais dans ce monde, où demain ne viendra peut-être jamais, tout le monde n'est pas sans défense et misérable. Même les victimes les plus innocentes peuvent avoir leur tour pour prendre les choses en main.

## Fiche technique
- Titre : Bad Roads
- Titre original : Плохие дороги (Plokhiye dorogi)
- Réalisation : Natalia Vorojbyt
- Scénario : Natalia Vorojbyt (adapté de sa pièce de théâtre)
- Direction artistique : Marina Pshenichnikova
- Décors : chef décorateur
- Costumes : Andrii Yaremii
- Photographie : Vladimir Ivanov
- Son : Alexandre Shatkivski
- Montage : Alexander Chorny
- Production : Maria Ivashechkina, Dmitriy Minzyano, Yuriy Minzyanov et Sergei Neretin
- Pays de production :  Ukraine
- Langue originale : russe
- Genre : drame
- Durée : 105 minutes
- Dates de sortie :
  - Festival de Cannes : 3 septembre 2020 (première mondiale)
  - Ukraine : 20 mai 2021

## Distribution
- Oksana Tcherkachyna : infirmière[5]
- Zoya Baranovska : jeune femme
- Maryna Klimova : journaliste
- Anna Zhuravska : jeune fille
- Ihor Koltovskyy : directeur de l'école
- Andriy Lelyukh : commandant